# 에른스트 마흐

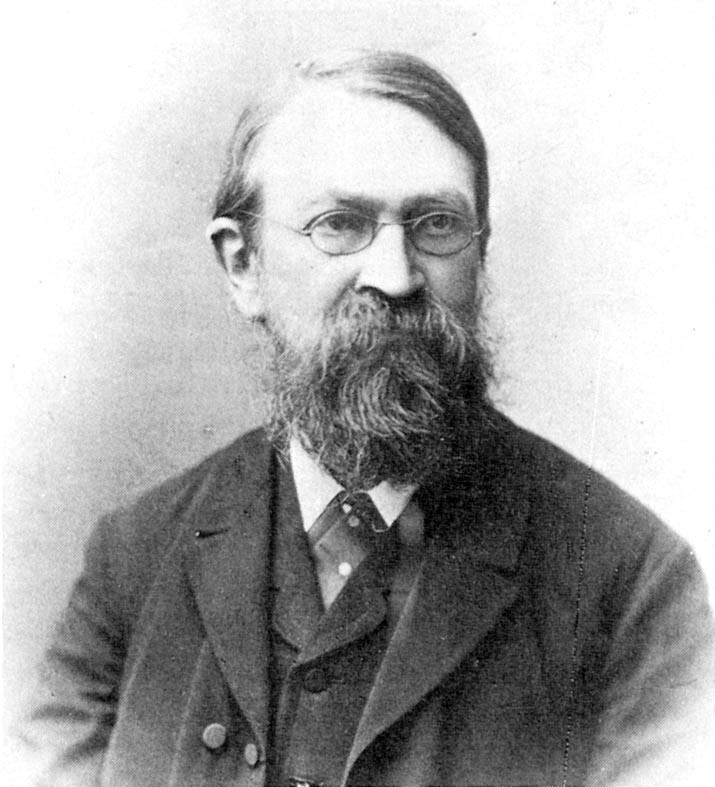
에른스트 마흐

에른스트 마흐(Ernst Mach, 1838년~1916년)는 오스트리아 제국 태생의 물리학자이다. 오스트리아의 모라바에서 태어나 빈에서 배웠고, 그라츠, 프라하 대학교를 거쳐 빈 대학교의 교수로 있었다. 과학사 및 과학론을 강의하였다. 역학의 발달과 그 역사적·비판적 고찰(1883)을 서술하여 역학비판을 전개하였고, 또 실증주의의 입장에 선 독자적인 인식론을 개척하였다. 초음속 제트기 등에 관한 연구도 있었으며 '마하 수'는 그의 이름에서 따온 것이다.
마흐의 ⟪역학(力學)의 발달⟫(1883)은 역학의 원리나 방법을 해명하기 위해서 그 사적 측면에 따라 비판적으로 역학을 다룬 것으로서 그중에서도 뉴턴 역학의 비판을 통하여 아인슈타인의 상대성 이론 성립에 영향을 끼친 것은 유명하다. 이러한 연구를 기초로 철학적으로는 영국 경험론의 사상을 받아들여 과학인식에 있어서 감각에 주어진 것만을 인정하는 실증주의적 입장을 제창하고 ⟪감각의 분석⟫(1886), ⟪인식과 오류⟫(1905) 등의 철학적 저작에서 그의 사상을 전개했다. 돌이든 나무든간에 이 세계는 결국 감각에서 주어지며 그것을 요소로 해서 구성된 것이다. 따라서 이런 사물을 다루는 과학은 형이상학적인 것을 조금도 인정할 필요가 없다. 과학은 단순한 사실, 곧 감각의 기술(記述)이다. 또한 이와 같이 모든 과학은 동일한 감각을 다루는 것이므로 여러 과학은 그 취급 태도에 있어서만 다를 뿐, 근저에 있어서는 일치한다는 통일과학(統一科學) 사상도 보여주었다. 감각만을 인정하는 이러한 마흐의 입장은 마르크스주의자 레닌에게 관념론자라는 비난을 받았지만 그의 실증주의, 통일과학 사상은 현대 논리실증주의의 출발점이 되었으며, 특히 이 학파는 처음에는 그의 이름을 따서 '마흐 협회'라고 명명되었다.

## 같이 보기
- Mach (커널)
- 마흐의 원리